# 雍太宰令
雍太宰令（ようたいさいれい）は、古代中国の前漢の時代にあった官職である。史書に廱太宰令と書かれる。雍県での国家的祭祀への供え物を用意した。

## 解説
『漢書』百官公卿表によれば、奉常または太常に属し、補佐として雍太宰丞（廱太宰丞）がついた。
前王朝秦の古い都だった雍（雍県）には、漢の時代になっても祀るべき施設が多く、特に雍の五畤で郊祭する皇帝は多かった。首都長安にいた太宰令と別に、五畤などを祀るために置かれたのが雍太宰令である。雍には別に、祭祀で神を迎え送る雍太祝令と、五畤のそれぞれの尉もいた。
雍なしの太宰令の職務は、後漢時代について「鼎（かなえ）、俎（まないた）、饌具の物（供え物につかう器具）」を製作することと、「国の祭祀で饌具を陳列する」ことを掌る、と記される。前漢の雍太宰令も同様であろう。
『漢書』では雍太宰ではなく「廱太宰」と書かれており、後漢末の文穎はこの廱を食物の調理と解する。唐の顔師古は、廱なしの太宰が既に食物を供える官なのに、重ねて調理の人を置くことはない、という。廱が調理なら、廱太祝も調理の太祝で、さらに重複する。三国時代の如淳は、廱は雍のことで、五畤のために特に太宰以下の諸官を置いた、という。『漢書』郊祀志には祭祀にかかわる「雍太祝」が見えるので、廱と雍が通じるとすべきであろう。
後漢では置かれず、後の王朝にも引き継がれなかった。